# Panchlora mexicana
Panchlora mexicana är en kackerlacksart som beskrevs av Henri Saussure 1862. Panchlora mexicana ingår i släktet Panchlora och familjen jättekackerlackor. Inga underarter finns listade i Catalogue of Life.